# Nowyj Swit (Sudak)
Nowyi Swit (ukrainisch Новий Світ; russisch Новый Свет/Nowy Swet) ist eine Siedlung städtischen Typs an der Südostküste der von Russland annektierten Ukrainischen Halbinsel Krim. Nowyi Swit gehört zum Stadtkreis von Sudak bzw. nach der Rajonsreform 2020 zum Rajon Feodossija (Feodossija) und zählte im Jahre 2014 1.248 Einwohner.

## Geschichte

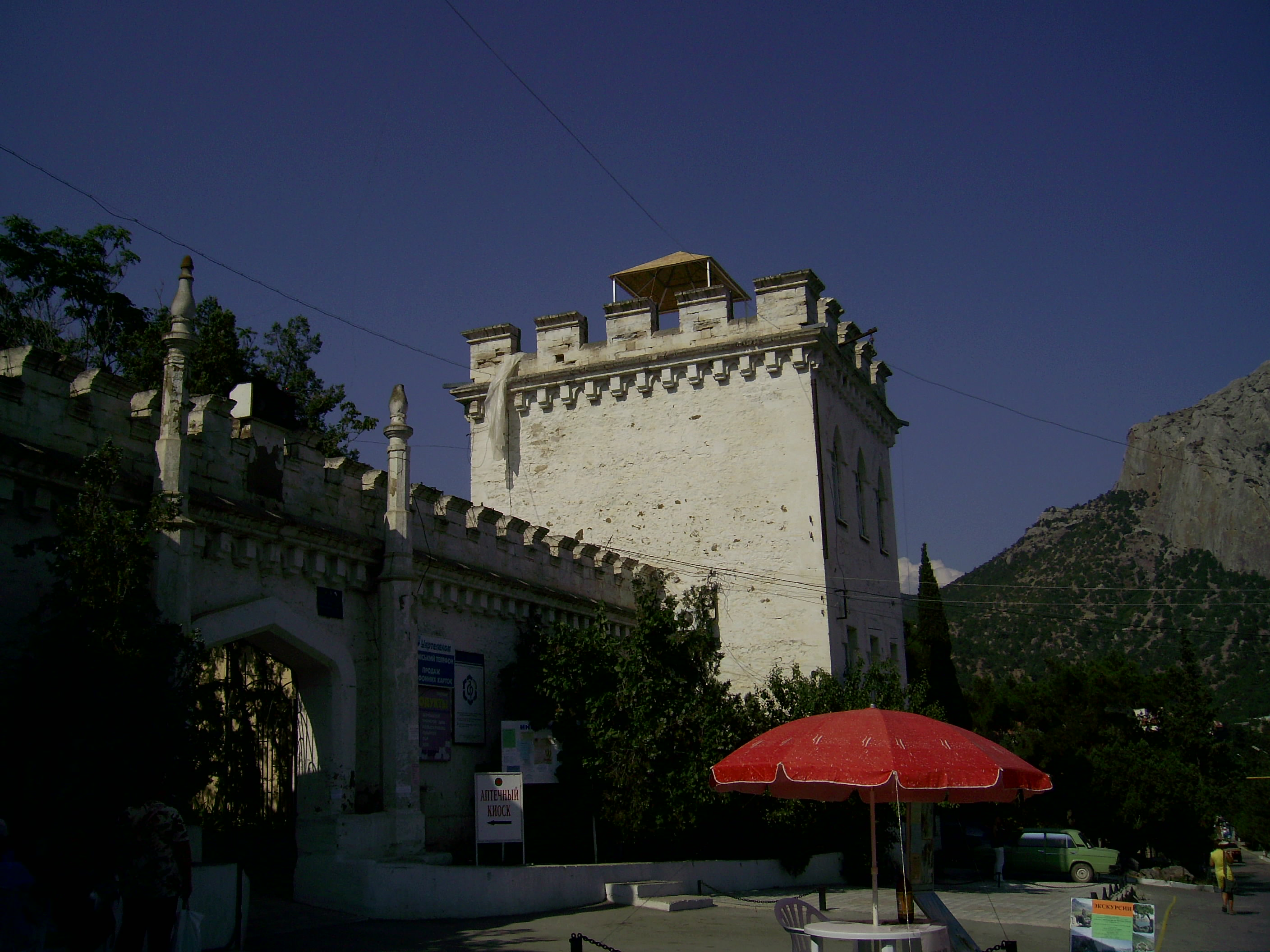
Neue Welt (Nowyi Swit). Komplex des ehemaligen Golitsyn-Kellerei

Die Geschichte von Nowyi Swit wurde durch den Weinanbau geprägt. Im Jahre 1878 gründete Fürst Lew Golizyn (1845–1915) sein gleichnamiges Weingut Neue Welt (Nowyi Swit). Er baute hier die ersten Reben für die Massenproduktion der berühmten Marke „Krimsekt“ an, denn ab dem Jahre 1788 wurde der Schaumwein in Aluschta und Sudak ausschließlich für den russischen Zarenhof in Sankt Petersburg angebaut und produziert.

### Nicht anerkannten Anschluss
Seit dem international nicht anerkannten Anschluss der Halbinsel Krim an Russland im März 2014 gehört der Ort de facto zum Föderationssubjekt Südrussland der Russischen Föderation. De jure nach Angaben der administrativ-territorialen Teilung der Ukraine ist Sudak Teil der Autonomen Republik Krim, die zu den durch Russland besetzten Gebieten gehört.